# Pagurus brandti
Pagurus brandti är en kräftdjursart som först beskrevs av James Everard Benedict 1892.  Pagurus brandti ingår i släktet Pagurus och familjen eremitkräftor. Inga underarter finns listade i Catalogue of Life.